# Фуцзянь (провінція Китайської Республіки)

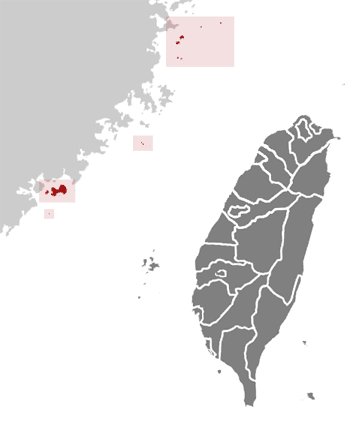
Фуцзянь (провінція)

Фуцзянь (кит. трад.: 福建省) — провінція (кит. трад.: 省; піньїнь: shěng) Китайської Республіки.

## Історія
Під час громадянської війни в Китаї війська Китайської республіки, поступившись комуністам материковим Китаєм, зуміли в 1949 році в результаті битви за Цзіньмень утримати за собою деякі острови в Тайванській протоці, що адміністративно належать до провінції Фуцзянь.
У 1956 році через наростання напруженості і можливості відновлення бойових дій між Китайською республікою і КНР уряд провінції Фуцзянь було переведено на Тайвань в Сіньдянь, а острови були передані під управління військової адміністрації. Після ослаблення напруженості та розвитку зв'язків між КНР і Китайською республікою в 1992 році острови Тайванської протоки були повернуті під управління цивільної адміністрації. 15 січня 1996 року уряд провінції повернувся на її територію, розмістившись на архіпелазі Цзіньмень.

## Адміністративний поділ

### Повіти
- Ляньцзян
- Цзіньмень